# جيفري ديرنيس
جيفري ديرنيس (بالفرنسية: Geoffrey Dernis)‏ (مواليد 24 ديسمبر 1980 في غراند سينث - فرنسا) لاعب كرة قدم فرنسي يلعب حاليا لصالح نادي الدرجة الأولى مونبيلييه الفرنسي منذ 2009 في مركز الوسط المحوري . .

## روابط خارجية
- جيفري ديرنيس على موقع رابطة كرة القدم الفرنسية للمحترفين (الإنجليزية)
- جيفري ديرنيس على موقع إي إس بي إن إف سي (الإنجليزية)
- جيفري ديرنيس على موقع قاعدة بيانات كرة القدم.إي يو (الإنجليزية)
- جيفري ديرنيس على موقع ليكيب (الفرنسية)
- جيفري ديرنيس على موقع Soccerbase.com (لاعب) (الإنجليزية)
- جيفري ديرنيس على موقع Soccerway.com (الإنجليزية)
- جيفري ديرنيس على موقع عالم كرة القدم.نت (الإنجليزية)
- جيفري ديرنيس على موقع كووورة
- جيفري ديرنيس على موقع AS.com (الإسبانية)